# Bebe (Sprache)
Bebe (yi be wu; ISO 639-3: bzv) ist eine bantoide Sprache, die zur Sprachgruppe der beboiden Sprachen zählt und in Nordwestkamerun in den Dörfern Bebe-Jama und Bebe-Jatto gesprochen wird.
Sie ist die namensgebende Sprache der beboiden Sprachen. Sämtliche Sprachen dieser Sprachgruppe wie das Noone wurden aufgrund der Ähnlichkeit mit dem Bebe zu den beboiden Sprachen hinzugezählt. Bebe selbst hatte 2001 allerdings nur noch 2.500 Sprecher.
Die Sprache gehört zur Untergruppe der östlichen beboiden Sprachen. Die Sprecher dieser Sprache können in der Regel zudem auch die Sprachen Kamtok (das Kameruner Pidginenglisch) [wes], Kemezung [dmo], englisch [eng] und Nsari [asj].